# The Power (DJ Fresh)
The Power is een nummer van de Britse DJ Fresh met vocals van Dizzee Rascal. Het nummer is de derde single van DJ Fresh zijn tot op heden onbekende derde studioalbum.